# Gerhard Kentschke
Gerhard „Gerd“ Kentschke, auch „Ömmes“ (* 18. September 1942 in Herten) ist ein ehemaliger deutscher Fußballspieler und -trainer. Von 1963 bis 1972 absolvierte er in der Bundesliga für die Vereine Karlsruher SC, 1. FC Kaiserslautern und MSV Duisburg 223 Spiele und erzielte dabei 39 Tore.

## Laufbahn

### Jugend und Amateur, bis 1963
Gerd „Ömmes“ Kentschke begann seine sportliche Karriere bei Blau-Weiß Langenbochum in einem Stadtteil von Herten im Kreis Recklinghausen. Seine Eltern verstarben früh, er wohnte bei seinem älteren Bruder Helmut, lernte den Beruf des Bergmanns und fuhr tagsüber als Jungbergmann auf die Zeche „Schlägel & Eisen“, während er weiter für Blau-Weiß spielte. Kentschke gab am 7. April 1958 beim Länderspiel in Chesterfield gegen England (2:2) sein Debüt in der deutschen Schülernationalmannschaft. Als Spieler der Bezirksliga gehörte er 1962 neben den Offensiv-Mitspielern Reinhold Wosab und Gerhard Neuser der siegreichen Auswahl von Westfalen im Wettbewerb des Länderpokal an, die sich mit einem 1:0-Erfolg im Finale gegen den Mittelrhein durchsetzte. Der damalige Vizepräsident des Karlsruher SC, Helmut Hodel, hatte den Kentschke in der Westfalenauswahl gesehen und lockte den Offensivspieler mit einem Vertrag für die Bundesliga 1963 nach Baden.

### Bundesliga, 1963 bis 1972
Neben Kentschke nahm der KSC auch noch die Spieler Hartmann Madl (1. FC Passau), Erwin Metzger (Schwaben Augsburg), Siegfried Stark (FC Bayern Hof), Klaus Zaczyk (VfL Marburg) und aus der eigenen Jugend Willi Dürrschnabel für das Debütjahr der Bundesliga, 1963/64, unter Vertrag. Es war ein kompletter Angriff in dem damals noch praktizierten WM-System: Metzger (RA), Zaczyk (HR), Madl (MS), Stark (HL), Kentschke (LA) sowie dem Jugendnationalspieler Dürrschnabel als weiteren Halbstürmer. Kentschke debütierte am fünften Spieltag, den 21. September 1963, in der Bundesliga. Der KSC verlor das Heimspiel gegen Borussia Dortmund mit 1:3 Toren, Kentschke stürmte dabei auf Linksaußen. Am Rundenende hatte er unter Trainer Kurt Sommerlatt insgesamt 23 Ligaspiele absolviert und dabei sechs Tore erzielt. Seine Schnelligkeit, Wendigkeit und Flankenläufe waren auch dem DFB aufgefallen und er kam am 29. April 1964 in Karlsbad in der U-23-Nationalmannschaft zu einem Länderspieleinsatz beim 1:0-Erfolg gegen die Tschechoslowakei.
Von 1963 bis 1966 bestritt er für den Karlsruher SC 50 Bundesligaspiele und erzielte dabei zehn Tore. Seine erfolgreichsten Jahre erlebte er anschließend beim 1. FC Kaiserslautern, für den er zwischen 1966 und 1970 insgesamt 120 Bundesliga-Spiele bestritt und 24 Tore schoss. Nach seinem Wechsel brachte ihn Trainer Gyula Lóránt erstmals am siebten Spieltag, den 1. Oktober 1966, beim Heimspiel gegen den 1. FC Köln in Kaiserslautern zum Einsatz. Die Mannschaft erreichte in dieser Saison, nach dem 15. Platz im Vorjahr, Rang 5. Kentschke hatte in 26 Einsätzen acht Tore erzielt und bestimmte zusammen mit Willy Reitgaßl, Otto Geisert, Harald Braner und Helmut Kapitulski das Offensivspiel des 1. FCK. Anschließend folgten aber mit der Lauterer-Elf unter den Trainern Otto Knefler und Egon Piechaczek mit den Rängen 16. und 15. zwei schwächere Runden, wobei 1968/69 Kentschke mit 34 Einsätzen und elf Toren seine persönlich beste Rundenbilanz aufstellte. Außerdem wurde er am 26. August 1967 der erste Joker-Torschütze der Bundesliga-Geschichte, als er in der 75. Minute gegen den Hamburger SV eingewechselt wurde und in der letzten Spielminute den 1:1-Ausgleich erzielte. Nach vier Runden im Südwesten nahm er 1970 ein Angebot des MSV Duisburg an und zog wieder nach Westdeutschland.
Für Duisburg absolvierte er zwischen 1970 und 1972 insgesamt 52 Bundesliga-Spiele (5 Tore). Bei seiner Ankunft 1970 trat auch der junge Trainer Rudolf Faßnacht seinen Posten an und mit Torhüter Volker Danner, Georg Damjanoff und dem westfälischen Landesligaspieler Bernard Dietz vom SV Bockum-Hövel wurde der Kader des Vorjahrsfünfzehnten noch weiter verstärkt. Tatsächlich kletterte der MSV auf den siebten Tabellenplatz in der Saison 1970/71 und die Neuzugänge Danner (32 Spiele), Kentschke (33 Spiele, 3 Tore) und Dietz (30 Spiele, 4 Tore) spielten sich auf Anhieb in die Stammbesetzung.
Sein letztes Bundesligaspiel absolvierte Kentschke am 19. Februar 1972 beim 2:0-Heimerfolg gegen Hertha BSC. Auch war er in den Bundesliga-Skandal verwickelt und wurde ab dem 8. April 1972 zu einer Sperre von 10 Jahren und 2.500 Mark Geldbuße verurteilt, aber schon am 1. August 1973 begnadigt. Im Buch über die Geschichte des MSV Duisburg, „Im Revier der Zebras“, wird dazu festgehalten, dass Arminia Bielefeld, tief im Abstiegskampf, versuchte sich einen Sieg bei ihrem Gastspiel an der Wedau zu erkaufen. Bielefeld ließ über Gerd Kentschke, der früher unter Arminen-Trainer Piechaczek in Kaiserslautern spielte, 60.000 Mark zukommen. Die Mannschaft spielte aber wie gewöhnlich, der MSV gewann gegen Bielefeld 4:1, worauf die Arminia das Geld zurückforderte. Kentschke hatte allerdings 2.500 Mark schon verbraucht. Er gab die restlichen 57.500 Mark zurück, wurde vom DFB-Sportgericht gesperrt und von Duisburg fristlos gekündigt. In dem Buch von Homann/Thoman über die ersten 10 Jahre der Fußball-Bundesliga, „Als die Ente Amok lief“, werden in dem kleinen Beitrag über Gerhard „Ömmes“ Kentschke die Umstände des „Skandals“ so beschrieben:

„Seine beiden letzten Jahre in Duisburg wurden durch den Skandal beendet. Eine dumme Geschichte, für die es fast ‚Lebenslänglich‘ gab. Niemand aus der gesamten Galerie der Galgenvögel, die in der Saison 1970/71 Tore und Punkte verschoben, geriet so blindlings leichtgläubig in die Maschen der Ankläger wie ‚Ömmes‘. Von Arminia Bielefeld wurden ihm 20.000 Mark zugesteckt, damit das Zebra auf Linksaußen lahmen sollte. Kentschke steckte die Banknoten ein, sprach mit niemandem und sagte zu sich: ‚Wenn wir gewinnen, gebe ich denen das Geld zurück. Wenn die gewinnen, behalte ich es einfach.‘ Der Meidericher SV gewann, und die Kohle des einstigen Bergmanns floss bis auf fünfhundert Mark zurück auf die Alm. ‚Ich hatte ja auch einige Unkosten‘, begründete Gerd Kentschke den Abschlag und wurde dafür fünfzehn Jahre gesperrt. ‚Ich war 29 Jahre, das war wirklich lebenslänglich‘, schüttelt er noch heute (1989) über das strafliche Unmaß den Kopf, ‚aber irgendwie war es auch mein Glück‘.“

### Leverkusen
Im  Jahr 1973 ging Kentschke zu Bayer 04 Leverkusen, der Verein war gerade 1972/73 aus der Regionalliga West in das Amateurlager abgestiegen. Er gehörte den zwei Meistermannschaften der Jahre 1974 und 1975 in der Verbandsliga Mittelrhein an und stieg 1975 mit Leverkusen in die 2. Bundesliga Nord auf. Mit der Auswahl des Mittelrhein gewann er 1974 auch den Länderpokal der Amateure, nachdem er bereits im Jahr 1962 der erfolgreichen Elf von Westfalen angehörte. Von 1975 bis 1977 absolvierte Kentschke in der 2. Bundesliga noch 48 Spiele für Bayer und erzielte dabei 5 Tore.
Vom 23. November 1981 bis zum 30. Juni 1982 war Kentschke Trainer der Bundesligamannschaft von Bayer 04 Leverkusen. Er löste als Interimstrainer Willibert Kremer ab und übergab zur Runde 1982/83 an Dettmar Cramer. Er begleitete Leverkusen bis weit in die Bundesliga als Co-Trainer. Zu der Zeit war Kentschke halbtags in der Personalabteilung von Bayer angestellt und betreute nachmittags die Amateure. Nach dem Abschied von Rinus Michels im April 1989, war auch seine Tätigkeit als Trainer bei Leverkusen beendet.
Kentschke übernahm in der Folgezeit mehrere Amateurmannschaften am Mittelrhein. Im Jahr 1996 übernahm er den Bezirksligisten TuRU Wermelskirchen und stieg zur Saison 2002/03 mit der Mannschaft in die Landesliga Niederrhein auf. Am 30. April 2010 übernahm er das Traineramt des Niederrheinligisten FC Remscheid. Nach dem Abstieg in die Landesliga verließ er den Verein zum 30. Juni 2010. Im März 2014 wurde er wieder Trainer beim abstiegsbedrohten Bezirksligisten SV 09/35 Wermelskirchen, danach beendete er seine Karriere.